# Parasmilia
Genre
Parasmilia est un genre de coraux durs de la famille des Caryophylliidae.

## Liste d'espèces
Parasmilia ne comprend aucune espèce.